# Menophra oviceps
Menophra oviceps är en fjärilsart som beskrevs av Louis Beethoven Prout 1954. Menophra oviceps ingår i släktet Menophra och familjen mätare. Inga underarter finns listade i Catalogue of Life.